# Берлин Стрийт Съркит
Берлин Стрийт Съркит (на немски: Berlin Street Circuit) е градска писта, разположена на улиците на Берлин.
Предназначена е за стартове от календара на Формула Е. Дълга е 2,03 км и има 11 завоя. Разположена по протежението на улиците Карл Маркс Алее и Лихтенбергер Щрасе и около площада Щраусбергер Плац. Тя приема старта на берлинското епри на 21 май 2016 г., тъй като временната писта на Летище Темпелхоф е неизползваема заради настанените там бежанци.

## Победители във Формула Е
| Година | Победител       | Отбор       | Време (Об.)    | Най-бърза обиколка | Пол позишън   | Дата   |
| ------ | --------------- | ----------- | -------------- | ------------------ | ------------- | ------ |
| 2016   | Себастиен Буеми | е.дамс-Рено | 53:46.086 (48) | Бруно Сена         | Жан-Ерик Верн | 21 май |